# Божил Стоянов
Божил Стоянов Божилов е български актьор.

## Биография
Роден е в София през 1897 г. Още като ученик се увлича по театъра.
През 1919 г. започва да играе в пътуващия театър „Родна сцена“ на Матей Икономов. В периода 1920 – 1922 г. учи в Драматичната школа на Сагаев и Масалитинов в Народния театър (днес НАТФИЗ). Стоянов изпълнява поддържащи роли във всички пиеси от афиша на театъра. Този златен период от живота на театъра му дава възможност да се учи от колосите на театралното изкуство Кръстьо Сарафов, Константин Кисимов, Адриана Будевска, Иван Попов, Васил Кирков, Елена Снежина, Сава Огнянов и др.
През 4-те си актьорски сезона участва в „Коварство и любов“ по Шилер, „Смъртта на Дантона“ (Бюхнер), „Сирано дьо Бержерак“, „Живият труп“ (Толстой), „Силата на мрака“ (Толстой), „Магда“ (Евгения Марс), „Дяволът“ (Молнар), „Мъртвешки танц“ (Стриндберг, реж. Гео Милев), „В покоите на живота“ (Хамсун), „Буря“ (Островски), „Боян Магесник“ (К. Христов), „Старият Хайделберг“ (Майер), „Сид“ (Корней) и др. Постепенно започва да получава и по-значими роли, като Бернардо в „Хамлет“ (33 представления!) и Тигелин в „Саломе“ (в превод на Яворов). През май 1921 г. Драматичната школа изнася собствено представление (курсова работа) „Децата на Ванюшина“ от С.А.Найдьонов-Алексеев. В тази пиеса Божил Стоянов играе главната мъжка роля Ванюшин, което показва високата оценка за младия актьор.
През 1923 г. Стоянов заминава да учи режисура в Мюнхен, където попада в компанията на Панчо Владигеров, Константин Щъркелов, Николай Лилиев, Рачо Стоянов и други български интелектуалци от епохата. След завръщането си от Германия работи в различни театри. От 1927 до 1931 г. четири сезона е в състава на русенския театър, където изиграва над 40 роли. През 1932 се връща в София и започва работа като помощник-режисьор в Народния театър. През 1936 г. участва в третия български озвучен филм „Грамада“ – по текст на Иван Вазов и под режисурата на неговия племенник Александър Вазов. Стоянов играе Халит ага.
През 1937 г. трупата на Народния театър под ръководството на Кръстьо Сарафов и с помощник режисьор Божил Стоянов предприема голямо турне в САЩ и Канада, като посещава всички големи български колонии. Актьорите пътуват с „Куийн Мери“ – най-големия презокеански параход. За организацията на турнето съдействие оказва Македонската политическа организация (МПО), която е в кореспонденция със Сарафов. Така актьорите оказват морална подкрепа на македонските българи във време, когато правителството на Кимон Георгиев води политика на сближаване с Югославия и преследва ВМРО.

## Роли в Русенски театър, сезони 1927 – 1931
- д-р Живков в „Големанов“ от Ст. Л. Костов
- Кирил във „Федора“ от Викториен Сарду
- Франсоа Бурден в „Смъртта на Палячо“ от Манфелди
- Поп Димо и Боримечката в „Под Игото“ от Ив. Вазов
- Микел Момина в „Магьосницата“ от Викториен Сарду
- Чорбаджи Слави в „Майстори“ от Рачо Стоянов
- някой в сиво в „Животът на човека“ от Леонид Андреев
- Бореца в „Тоз, който получава плесници“ от Л. Андреев
- Джафар в „1001 нощ“ от Холгер Драхман
- Зосимов в „Престъпление и наказание“ от Достоевски
- Терентий в „Тайга“ от Василий Ангарин
- Винченцо в „Укротяване на опърничавата“ от Шекспир
- Хаберланд в „Незаконни бракове“ от Оскар Блументал и Густав Каделбург
- Уаками в „Японска чест“ от Пол Ангелм
- първи момък в „Зидари“ от П.Ю.Тодоров
- полицейски агент в „Прокурорът Хилерс“ от Паул Линдау
- Вилсон и факир във „Весталката на Шива“ от Шарл Жералд
- Пищар в „Човек без морал“ от Р.де Флерс и Г.Каяве
- Ах Синг в „Мистер Ву“ от Х.М.Обейрон и Х. Овен
- нотариус в „Чичо Томовата колиба“ от Х.Б.Строу
- Сергей Иванович в „Плодовете на просвещението“ от Л.Толстой
- странен господин в „Сирена“ от Й.Щолба
- Билинг в „Народен враг“ от Х. Ибсен
- Галц в „Бланшет“ от Еужен Брийо
- Борил във „Ватахара“ от Хр. Г. Казанджиев
- Бланкар в „Търговци на слава“ от Марсел Паньол и П.Нивуа
- Бержерин в „Маймуната, която говори“ от Рене Фошоа
- Хънт в „Процесът Мери Дюган“ от Беяр Вилер
- Кайард в „Щурецът“ от Шарлота Бирх-Пфайфер
- Зерул и десетник в „Симеон“ от Ст. Л. Костов
- Патриархът в „Към пропаст“ от Ив. Вазов
- Северин Гандруп във „Фокус – покус“ от Курт Гьоц
- Де Тремио в „Училище за шарлатани“ от Тристан Бернар
- полицай в „Престъпление“ от Шарл Мере
- англичанин в „Ще стане ли Полет порядъчно момиче?“ от М. Декобра
- бащата в „Бела, 26-годишният“ от Ст. Михали
- държавен комисар в „Сребърната кутия“ от Джон Голсуърти
- кап. Браун в „Хотел Риц“ от Хари Полог

## Семейство
Божил Стоянов произхожда от стар софийски род на потомствени абаджии. Фамилията е живяла на мястото на днешната улица „Париж“ до храма „Св. София“ Прадядото на актьора – Стоян Божилов фигурира в кондиката на абаджийския еснаф като дарител за черквата „Св. Крал“ (дн. „Св. Неделя“) през 1835 г.
През 1928 г. се жени за Маргарита – също актриса от театъра. Ражда им се момиче – Адриана, което почива съвсем малко. През 1935 г.им се ражда второ дете, което те отново кръщават Адриана. Малката Адриана участва като дете-статист в постановки на театъра.

## Смърт
При голямата англо-американска бомбардировка над София на 10 януари 1944 г. Божил, Маргарита и малката Адриана се укриват в мазето на кооперацията, в която живеят на кръстовището на улиците „Раковски“ и „Л. Каравелов“. Косо летяща авиобомба попада точно в мазето. Цялото семейство загива.